# Assemblea de Londres
L'Assemblea de Londres és un organisme elegit de la regió del Gran Londres, part de l'Autoritat del Gran Londres que examina les activitats de l'Alcalde de Londres i té el poder, amb 2/3 parts de majoria, de millorar o corregir el pressupost anual. L'Assemblea es va constituir l'any 2000 i té la seu al City Hall o ajuntament a la riba sud del riu Tàmesi al costat del Tower Bridge. L'Assemblea també pot investigar altres temes d'importància per als londinencs, publicar les seves recerques i recomanacions, i fer propostes a l'Alcalde.

## Formació
L'Assemblea de Londres està formada per 25 membres elegits pel sistema de membre addicional. Les eleccions tenen lloc cada quatre anys a la vegada que les de l'Alcalde de Londres. Hi ha 14 circumscripcions electorals que elegeixen un membre, 11 membres elegits de la llista de partits proporcional als vots que ha obtingut cada partit a tot Londres.
| Partit polític | Partit polític | Membres de l'Assemblea | Membres de l'Assemblea | Membres de l'Assemblea | Membres de l'Assemblea | Membres de l'Assemblea | Membres de l'Assemblea | Membres de l'Assemblea | Membres de l'Assemblea |
| Partit polític | Partit polític | 2000                   | 2004                   | 2008                   | 2012                   | 2016                   | 2021                   | 2024                   | 2024                   |
| -------------- | -------------- | ---------------------- | ---------------------- | ---------------------- | ---------------------- | ---------------------- | ---------------------- | ---------------------- | ---------------------- |
|                | Laborista      | 9                      | 7                      | 8                      | 12                     | 12                     | 11                     | 11                     | 11 / 25                |
|                | Conservador    | 9                      | 9                      | 11                     | 9                      | 8                      | 9                      | 8                      | 8 / 25                 |
|                | Verds          | 3                      | 2                      | 2                      | 2                      | 2                      | 3                      | 3                      | 3 / 25                 |
|                | Lib-Dem        | 4                      | 5                      | 3                      | 2                      | 1                      | 2                      | 2                      | 2 / 25                 |
|                | Reform         |                        |                        |                        |                        |                        | 0                      | 1                      | 1 / 25                 |
|                | UKIP           | 0                      | 2                      | 0                      | 0                      | 2                      | 0                      |                        |                        |
|                | BNP            | 0                      | 0                      | 1                      | 0                      | 0                      |                        |                        |                        |

### Membres de les circumscripcions
En comptes d'haver-hi un membre dels 32 districtes de Londres i de la Ciutat de Londres (33), els districtes i la Ciutat s'agrupen per circumscripcions o districtes electorals (14).
| Circumscripcions       | Membre              | Partit      |
| ---------------------- | ------------------- | ----------- |
| Barnet and Camden      | Anne Clarke         | Laborista   |
| Bexley and Bromley     | Thomas Turrell      | Conservador |
| Brent and Harrow       | Krupesh Hirani      | Laborista   |
| City and East          | Unmesh Desai        | Laborista   |
| Croydon and Sutton     | Neil Garratt        | Conservador |
| Ealing and Hillingdon  | Bassam Mahfouz      | Laborista   |
| Enfield and Haringey   | Joanne McCartney    | Laborista   |
| Greenwich and Lewisham | Len Duvall          | Laborista   |
| Havering and Redbridge | Keith Prince        | Conservador |
| Lambeth and Southwark  | Marina Ahmad        | Laborista   |
| Merton and Wandsworth  | Leonie Cooper       | Laborista   |
| North East             | Sem Moema           | Laborista   |
| South West             | Gareth Roberts      | Lib-Dem     |
| West Central           | James Small-Edwards | Laborista   |
| Membres addicionals    | Zoë Garbett         | Verds       |
| Membres addicionals    | Susan Hall          | Conservador |
| Membres addicionals    | Alex Wilson         | Reform      |
| Membres addicionals    | Caroline Russell    | Verds       |
| Membres addicionals    | Shaun Sharif Bailey | Conservador |
| Membres addicionals    | Emma Best           | Conservador |
| Membres addicionals    | Hina Bokhari        | Lib-Dem     |
| Membres addicionals    | Zack Polanski       | Verds       |
| Membres addicionals    | Andrew Boff         | Conservador |
| Membres addicionals    | Elly Baker          | Laborista   |
| Membres addicionals    | Alessandro Georgiou | Conservador |

## Mapes de resultats
Aquests mapes només mostren els resultats de la circumscripció i no els resultats de la llista.

2000
2004
2008
2012
2016
2021
2024